# Separatorvlees

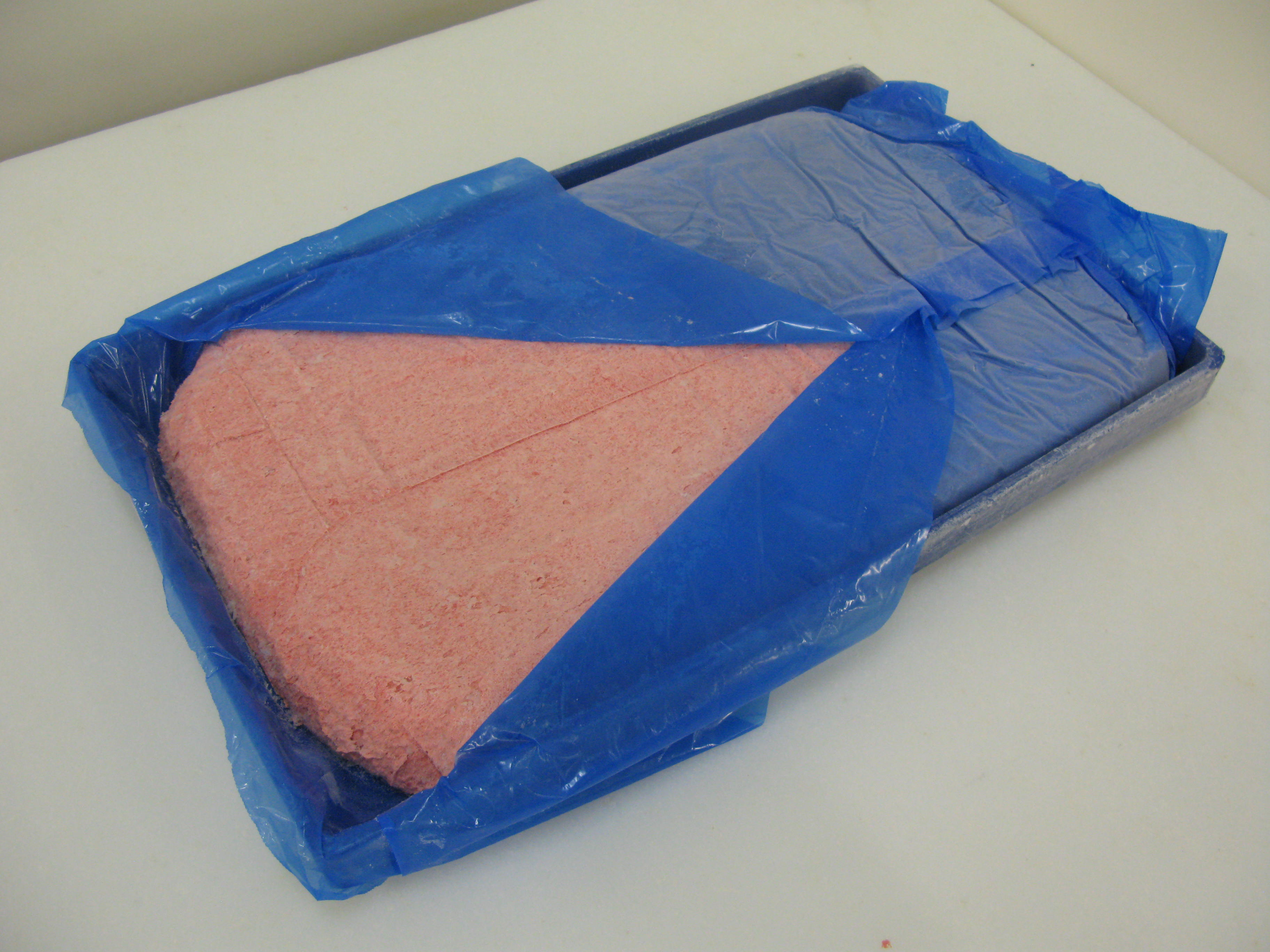
Verpakking diepgevroren separatorvlees

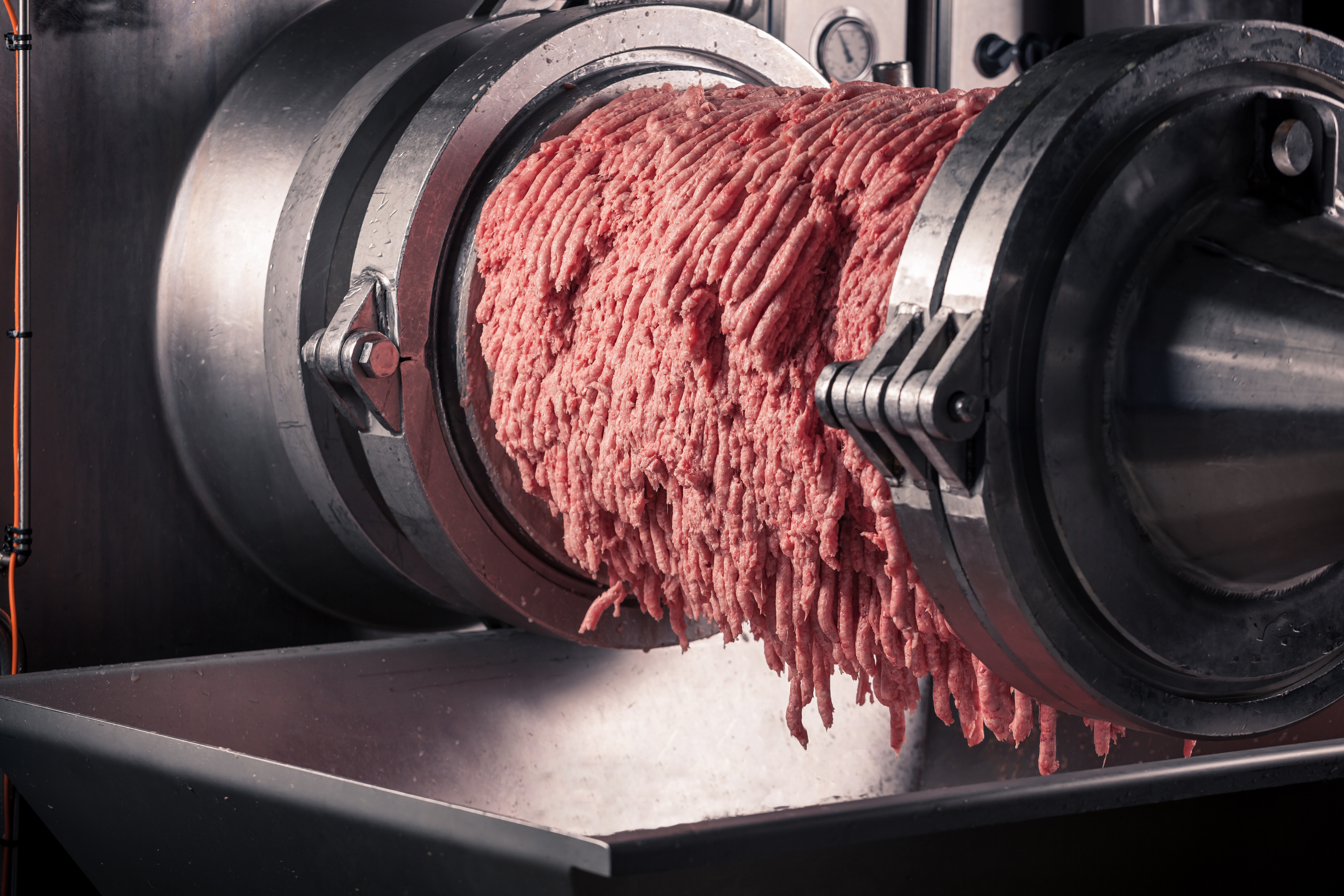
Separeren van kippenvlees op lage druk met een separatormachine

Separatorvlees, ook wel schraapvlees of spuitvlees geheten, is een product uit de vleesindustrie. Het is een substantie die geproduceerd wordt van de resten spierweefsel en dergelijke die aan beenderen overblijven nadat het grove vlees er vanaf is gesneden. Zo is kipseparatorvlees bijvoorbeeld een bijproduct van kipfilet. Separatorvlees is een van de goedkoopste vleesproducten en het wordt in Nederland vooral gebruikt als grondstof voor frituursnacks. Nederland is leidend op het gebied van de separatorindustrie.

## Gewoon vlees en separatorvlees
Een voor consumptie bestemd dier wordt geslacht en uitgebeend, dat wil zeggen dat het vlees van de botten wordt gesneden. Daarbij blijven altijd vleesresten op de botten achter. Vervolgens worden met een lagedruk-separator vleesresten van de botten gehaald. Het verkregen product, dat sterk op gehakt lijkt, wordt separatorvlees, MRM-vlees of baadervlees genoemd en mag ook gewoon als "vlees" worden verkocht.
Daarna worden onder hoge druk de laatste restjes eetbaar materiaal verwijderd, hoewel er daarbij ook minuscule botdeeltjes worden afgescheiden. Het product van deze laatste handeling moet als "separatorvlees" op de verpakking staan. Van dit vleesproduct wordt vaak een farce of vleesdeeg gemaakt, waarna het geleverd wordt aan de levensmiddelenindustrie. Ook wordt het als grondstof verwerkt bij de productie van (huis)diervoeders.

### Dieren
Het overgrote deel van dit mechanisch verkregen (separator)vlees komt van kippen, de rest van varkens. Op runderen mag deze techniek niet worden toegepast (vanwege gevaar op besmetting met BSE/gekke-koeienziekte).

### Grondstoffen
Het verkregen separatorvlees wordt voornamelijk in de snackindustrie gebruikt, voor bijvoorbeeld frikandellen en kipnuggets. Verder zijn de botten na verwerking door de separator schoner dan bij meer traditionele slacht en dus meer geschikt als grondstof voor verdere verwerking. Om die reden noemt de Nederlandse Consumentenbond het procedé een vorm van duurzaamheid.

### Hygiëne
Door de machinale scheiding en verdere handelingen als malen en persen is separatorvlees gevoeliger voor bacteriële infectie dan ander vlees. Het moet dan ook goed doorverhit worden, bijvoorbeeld middels frituren. De noodzaak van een laatste verhitting door de consument is voor de NVWA een belangrijke reden om separatorvlees ook als zodanig op de verpakking te willen zien staan.

## Regelgeving
Gebruik van de term is onderhevig aan definities voor vlees van de Europese Unie; materiaal kleiner dan een bepaalde lengte mag volgens Europese richtlijnen geen vlees meer heten en zal daardoor als dierlijk eiwit op het etiket worden aangeduid in plaats van als (separator-)vlees.
Bijlage I van Verordening (EG) nr. 853/2004 definieert separatorvlees als: "het product dat wordt verkregen door vlees dat na het uitbenen nog aan de beenderen vastzit of vlees van de pluimveekarkassen daarvan mechanisch te scheiden, waardoor de spierweefselstructuur verloren gaat of verandert."